# Filiberto Campanile
Filiberto Campanile (1565 circa – quarto decennio XVII secolo) è stato un genealogista italiano.

## Biografia
Molto scarse e controverse sono le notizie sulla biografia di Filiberto Campanile. Membro di una famiglia nobile originaria di Tramonti, nacque attorno al 1565. Avviato alle attività letterarie, pubblicò i suoi scritti nel periodo compreso tra il 1606 e il 1625. Tra le sue opere quella di maggior successo editoriale è Dell'armi, overo insegne dei nobili, pubblicata in tre edizioni (1610, 1618 e 1680 postumo), che tratta del significato degli stemmi delle famiglie nobili del Regno di Napoli e della loro origine e genealogia. L'opera può essere vista da un lato come una storiografia genealogica, dall'altro sotto un punto di vista emblematico. Inoltre può essere individuato un nesso con le opere della stessa tematica scritte da Enrico Bacco, Francesco De Pietri e Giulio Cesare Capaccio. Le sue abilità letterarie si percepiscono anche in un'altra sua opera, L'idee, overo forme dell'eloqventia (1606), che espone le idee filosofiche di Ermogene, il quale assurge ad un ruolo di documentatore del progresso disgregativo degli istituti retorici classici e della normativa aristotelico-oraziana tramite l'impiego di forme retoriche non regolari. In essa Filiberto utilizza esemplificazioni desunte da Boccaccio e Petrarca e rivolte a Dante, spiegazioni che mostrano gli interessi culturali dell'autore, ma che allo stesso tempo svelano nel trattato l'assenza di scelte teoriche di fondo. Il Campanile è noto altresì per aver scritto L'historia dell'illvstrissima famiglia Di Sangro (1625), che tratta la genealogia della famiglia Di Sangro. Filiberto Campanile morì nel corso del quarto decennio del XVII secolo. Suo figlio fu Giuseppe Campanile, noto per aver pubblicato le Notizie di nobiltà, altro trattato sull'aristocrazia napoletana.